# Port-de-Lanne
 Port-de-Lanne  (en occitano Lanas) es una población y comuna francesa, situada en la región de Aquitania, departamento de Landas, en el distrito de Dax y cantón de Peyrehorade.

## Demografía
| 640 | 605 | 602 | 637 | 665 | 700 |
| Para los censos de 1962 a 1999 la población legal corresponde a la población sin duplicidades (Fuente: INSEE [Consultar]) |     |     |     |     |     |